# Оффлага
Оффлага, Оффлаґа (італ. Offlaga) — муніципалітет в Італії, у регіоні Ломбардія, провінція Брешія.
Оффлага розташована на відстані близько 440 км на північний захід від Рима, 75 км на схід від Мілана, 18 км на південний захід від Брешії.

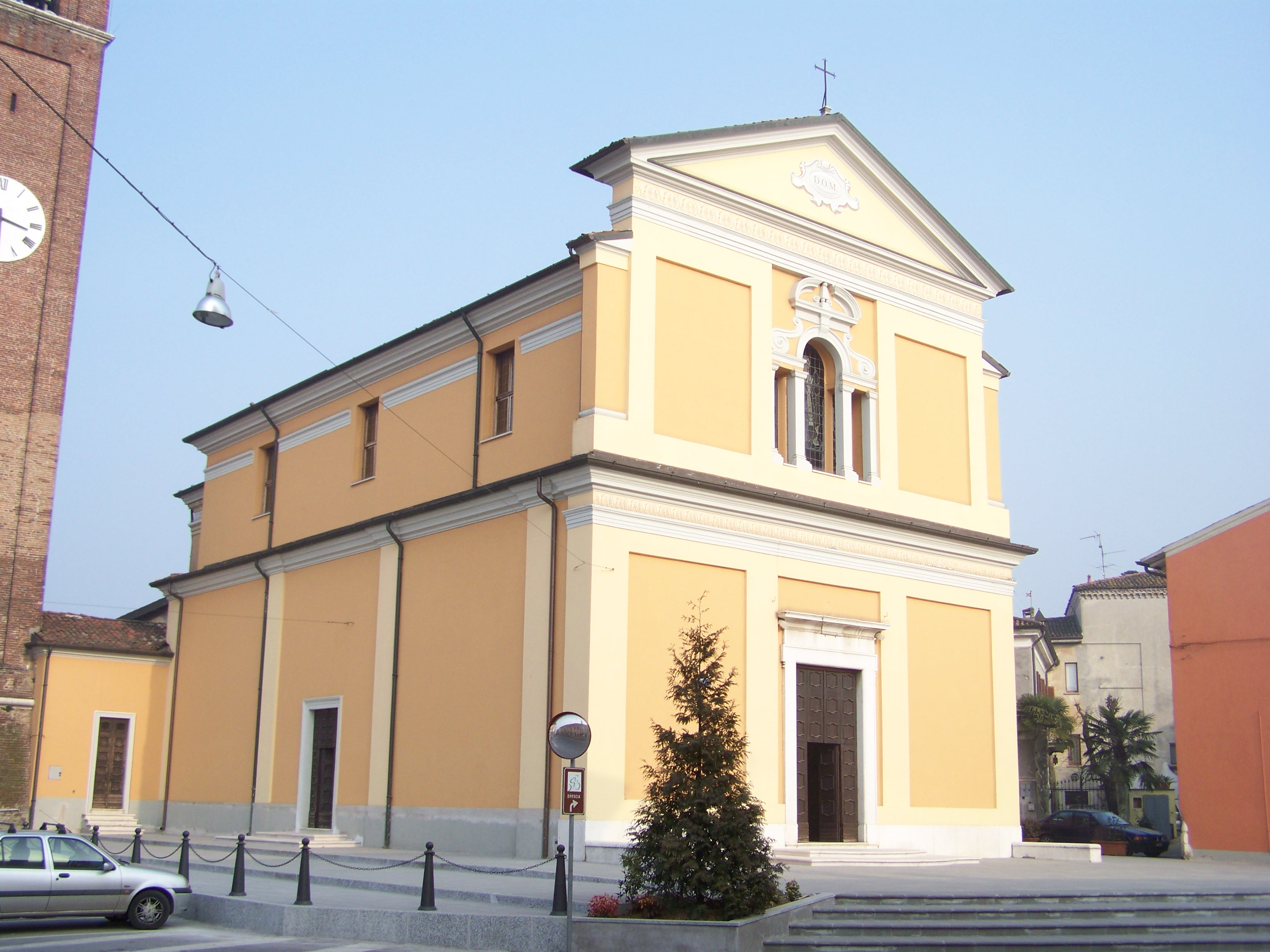

Населення — 4176 осіб (2014).

## Демографія
Населення за роками:

Станом на 1 січня 2023 року в муніципалітеті офіційно проживало 439 іноземців з 32 країн, серед них 65 громадян країн Євросоюзу та 18 громадян України.

## Сусідні муніципалітети
- Баньйоло-Мелла
- Барбарига
- Делло
- Лено
- Манербіо
- Сан-Паоло
- Веролануова